# Гоцманов, Сергей Анатольевич
Серге́й Анато́льевич Го́цманов (бел. Сяргей Анатолевіч Гоцманаў; 27 марта 1959, Карасу, Кустанайская область, Казахская ССР, СССР) — советский и белорусский футболист, полузащитник и нападающий. Мастер спорта СССР международного класса (1988).

## Спортивная биография
Отец — шофёр, мать — завхоз на заводе. Родился в Казахстане, куда родители приехали поднимать целину. Когда Сергею исполнилось 2 года, семья вернулась в Минск.
Отец был против, чтобы Сергей играл в футбол. Он требовал, чтобы сын сидел дома и учил уроки. Однако всё свободное время Сергей старался проводить на тренировках в «Трудовых Резервах».
В 17 лет Гоцманов был зачислен в «Динамо» Минск. Попаданию в клуб он был обязан Эдуарду Малофееву, который следил за ним по детским командам. Поэтому вместе с Малофеевым сначала был в «Динамо» Брест, где ему помогали решать проблемы с армией. После того, как в 1979 году в «Динамо» сняли с поста главного тренера Базилевича, Гоцманов дебютировал в основе.
Бо́льшую часть карьеры провёл в минском «Динамо», в составе которого стал чемпионом СССР 1982 года. В 1984 году дебютировал в составе сборной СССР, играл в отборочных матчах к чемпионату мира в Мексике. В 1986 году по болезни вынужден был пропустить чемпионат мира.
В 1988 году стал серебряным призёром чемпионата Европы. В составе сборной СССР участвовал в четырёх из пяти матчей финальной части турнира, включая полуфинал и финал, где выходил на поле в стартовом составе. Однако несмотря на это Гоцманов, как и Виктор Пасулько (сыгравший в двух матчах из пяти) не получили звание заслуженный мастер спорта СССР. В чемпионатах СССР имел репутацию одного из самых недисциплинированных игроков (в течение ряда сезонов — наибольшее количество предупреждений и удалений; номинировался на антиприз журнала «Крокодил» — «Чугунная нога»). Впрочем, Сергей Алейников считал это несправедливым.
В феврале 1990 года перешёл в английский клуб «Брайтон энд Хоув Альбион». Как уточнял сам Гоцманов, переход оформлялся через Центральный Совет «Динамо», а трансфером занимался лично Николай Толстых. В «Брайтоне» провёл 3 месяца, клуб был доволен новым игроком, и сам Гоцманов получал удовольствие от игры. В августе того же года ЦС «Динамо», зная об интересе «Саутгемптона», поставило перед Гоцмановым вопрос — либо он переходит в «Саутгемптон», либо возвращается обратно в Минск (сам Гоцманов желал оставаться в «Брайтоне»). В конце концов, Гоцманов согласился на переход, за его трансфер было заплачено 150 000 фунтов стерлингов, а зарплата составила £2 500 в месяц. В «Саутгемптоне» Гоцманов выступал вместе с Алексеем Чередником, который помогал ему в быту. Спустя некоторое время Гоцманов перестал проходить в основу (пришёл новый тренер), что привело к расставанию с командой.
Сезон 1991/92 провёл в немецком клубе «Галлешер». В команду был взят почти без просмотра, благодаря высокой репутации, заработанной ещё в 1988 году в играх за сборную. В конце сентября подписал контракт до июня 1993. Играл в «Галлешере» в качестве чистого нападающего, но забивал немного. По итогам сезона команда вылетела в Оберлигу, потеряла профессиональный статус и вынуждена была расторгнуть контракт с Гоцмановым. В свою очередь, и сам Гоцманов был рад уехать из Восточной Германии, ссылаясь на бытовую неустроенность. Вернулся в Беларусь, где играл за «Динамо» и «Динамо-93». В этих командах чувствовал себя неуютно, поскольку никого из ровесников в команде не было.
28 октября 1992 года дебютировал в сборной Беларуси. Всего провёл 3 игры, забил 1 мяч.
В 1995 году поехал вместе с женой, которую пригласили работать тренером по гимнастике в США. Играть он уже практически не рассчитывал, однако заботы о семье заставили искать работу. Сначала думал взять на обучение мини-футбольную команду. Однако в ноябре 1995 узнал из газеты, что создается профессиональная лига в США, и стал тренироваться в команде «Миннесота Тандер», которая должна была выступать в 3-м дивизионе США. Спустя некоторое время с ним подписали контракт. Первое время деньги по контракту клуб переводил на оформление «грин-карты» жены. В 1-й сезон за «Миннесоту» забил 6 мячей, выступал на позиции под нападающими.

### Семья
Жена — профессиональная гимнастка Ольга Коваль. Старший сын Саша также футболист. Младший сын Андрей играл в футбол за команду NSC Minnesota Stars.
Живёт с семьей в Миннесоте. Работает водителем школьного автобуса.

## Достижения

### Командные
«Динамо» (Минск)
- Чемпион СССР: 1982
- Бронзовый призёр чемпионата СССР: 1983
- Финалист Кубка СССР: 1987

Сборная СССР
- Серебряный призёр чемпионата Европы 1988

### Личные
- Футболист года в Беларуси (4): 1983, 1985, 1987, 1989
- В списке 33-х лучших футболистов СССР (5): № 1 (1984, 1985), № 2 (1983, 1986, 1987)

## Стиль игры
Скоростной мобильный полузащитник атакующего плана (впрочем, иногда, по заданию тренеров, выполнял и оборонительные функции). Обычно играл на правом фланге. Отличался высокой работоспособностью, высокой самоотдачей в игре, выполнял большой объём работы, обладал неплохой техникой, был хорошим дриблёром, обладал хорошо поставленным ударом с обеих ног.